# Proa valdearinnoensis
Proa valdearinnoensis McDonald et al., 2012 è una specie dinosauro erbivoro appartenente agli ornitopodi. Visse alla fine del Cretaceo inferiore (Albiano, circa 110 milioni di anni fa) e i suoi resti fossili sono stati ritrovati in Spagna.

## Descrizione
Questo animale doveva essere di grandi dimensioni, e si suppone che potesse raggiungere i 10 metri di lunghezza. I fossili rinvenuti comprendono alcuni scheletri parziali, tra i quali è presente un cranio (l'olotipo) ben conservato e quasi completo. I dinosauri del genere Proa doveva essere molto simile, come forma e dimensioni, a quelli del genere Iguanodon, vissuto qualche milione di anni prima. Come quest'ultimo, anche i dinosauri del genere Proa doveva possedere un grande corpo sorretto da due lunghe zampe posteriori robuste ma slanciate, mentre quelle anteriori più corte dovevano possedere il caratteristico "pollice" a forma di sperone.
Questo ornitopode si distingueva da tutti gli altri iguanodonti a causa di una singola caratteristica: l'osso predentale era a forma di punta, rivolto verso l'alto, con processi laterali divergenti. Questa forma del predentale richiama vagamente quello di altri ornitischi non-iguanodonti, come quelli dei generi Lesothosaurus, Haya e Hypsilophodon. In altri iguanodonti, questo osso era arcuato e dotato di un largo margine dorsale arrotondato. Altre caratteristiche sono condivise solo da pochi altri iguanodonti: ad esempio, la fila di denti della mandibola era convessa in vista dorsale come nei dinosauri del genere Owenodon.

## Classificazione
I fossili di questo animale sono stati ritrovati nella formazione Escucha, risalente all'Albiano inferiore, nella provincia di Teruel (Spagna), e sono stati descritti per la prima volta nel 2012. La scoperta di Proa aiuta a riempire un lungo vuoto temporale nel record fossile degli iguanodonti europei. Fino alla sua descrizione, infatti, gli ultimi iguanodonti ben noti (attribuibili al genere Mantellisaurus) risalivano all'Aptiano inferiore dell'Inghilterra, prima di riapparire nella documentazione fossile nel Santoniano dell'Ungheria (con Mochlodon vorosi).
Nell'analisi filogenetica effettuata nello studio del 2012, Proa valdearinnoensis rappresenta un adrosauriforme basale, in un clade con Iguanodon e un altro gruppo di iguanodonti più derivati (Hadrosauroidea sensu Sereno 2005). Proa valdearinnoensis risulta più basale rispetto ad altri iguanodonti europei più antichi, come quelli dei generi Hypselospinus e Mantellisaurus; ciò indicherebbe la presenza di un ghost lineage durato circa 25 milioni di anni.

## Significato del nome
Il nome generico Proa significa "prua", con riferimento all'aspetto appuntito e rivolto verso l'alto dell'osso predentale. L'epiteto specifico, valdearinnoensis, indica la zona di provenienza dei fossili, nota con il nome di Val de Ariño, un'area nota per le miniere di carbone.

## Paleobiologia
Proa valdearinnoensis doveva certamente essere un grande dinosauro erbivoro. L'insolita morfologia del predentale, tuttavia, insieme alle premascelle appuntite, suggeriscono un'ecologia differente rispetto a quella degli altri iguanodonti basali. Nello stesso giacimento è stato ritrovato un altro dinosauro ornitischio, Europelta.